# Машуков, Николай Николаевич
Николай Николаевич Машуков (22 января 1889 год, Благовещенск, Российская империя — 12 октября 1968 года, Париж, Франция) — русский военачальник, офицер Российского императорского флота, участник Гражданской войны, эмигрант, контр-адмирал, профессор.

## Биография

### В императорском флоте
В 1908 году окончил Морской кадетский корпус в Санкт-Петербурге и после плавания на броненосце «Цесаревич» — произведён в мичманы. В 1912 году, по окончании штурманских и артиллерийских офицерских классов — лейтенант.
С 1914 года — младший артиллерийский офицер на линейном корабле «Гангут». 
Назначен первым директором открытого в Севастополе 1 октября 1916 года Морского Его Императорского Высочества Наследника Цесаревича кадетского корпуса.
В 1917 году обучался в Михайловской военной артиллерийской академии.

### В Гражданскую войну
С 1918 года — в Одессе, где во время французской интервенции командующим Черноморским флотом Вооружённых сил Юга России Вице-адмиралом Д. В. Ненюковым направлен в Новороссийск для доставки боеприпасов. По успешном выполнении задания получил благодарность от начальника новороссийской армейской базы Добровольческой армии генерал-майора И. П. Ставицкого. В конце 1918 года назначается командиром тральщика «Ольга» Добровольческой Армии.
С 10 апреля 1919 года — командир вспомогательного крейсера «Цесаревич Георгий». В июне 1919 года участвовал в обстреле Очакова и высадке десанта в устье Южного Буга. С сентября 1919 года — капитан 2-го ранга, получил поручение восстановить Севастопольский морской кадетский корпус и назначен командиром крейсера «Алмаз». С 27 декабря 1919 года — командир 2-го отряда Черноморского флота. Зимой 1920 года — участник обороны Арабатской стрелки в ходе обороны Крыма корпусом Я. А. Слащёва.
В марте 1920 года — капитан 1-го ранга, участник переброски войск из Новороссийска, Геленджика и других портов Кавказского побережья в Крым. Командовал Азовской военной флотилией. В мае 1920 года доставил из Феодосии и высадил у Кирилловки в Азовском море корпус генерал-лейтенанта Я. А. Слащова, который, таким образом, вышел в тыл 13-й Красной армии. 1 августа 1920 года высадил в станице Приморско-Ахтырской на Кубани десант генерал-лейтенанта С. Г. Улагая.
С 17 октября 1920 года — начальник штаба Флота с произведением в контр-адмиралы.

### В эмиграции
Участник Крымской эвакуации, первый руководитель Морского кадетского корпуса, расположенного в форте Джебель Кебир, Бризетта. После нахождения в составе Русской эскадры на французской военно-морской базе в Бизерте переехал в Париж, где поступил студентом во франко-бельгийский Электротехнический институт.
С 1932 года, по окончании вуза — профессор в Техническом институте в Париже, где продолжал преподавать до выхода на пенсию в 1965 году.
Активно участвовал в жизни и работе Военно-Морского союза, был прихожанином в Парижского собора Святого Александра Невского, для которого оставил в дар икону, которая представляет собой изображение плывущего по бурным морским волнам военного корабля, на трёх парусах его представлены святые покровители Российского императорского флота святитель и чудотворец Николай, архиепископ Мирликийский, апостол Андрей Первозванный и исповедник Павел Цареградский. Икона несёт память Морского кадетского корпуса, домовый храм которого был посвящён святителю Павлу исповеднику, а также память о нахождении Морского корпуса в форте Джебель Кебир в Бизерте, где также действовала корпусная церковь в честь этого же святого — Храм святителя Павла Исповедника (Бизерта).
Похоронен на русском кладбище Сент-Женевьев-де-Буа.

Мемуары. Оставил воспоминания про вице-адмирала Кедрова М.А. и эвакуацию Русской армии из Крыма в 1920 году. 